# Graduation (альбом)
Graduation — третій студійний альбом американського репера і продюсера Каньє Веста, випущений 11 вересня 2007 року на лейблах Def Jam Recordings і Roc-A-Fella Records. Запис проходив між 2005 і 2007 роками в кількох студіях у Нью-Йорку та Лос-Анджелесі. В основному він був спродюсований Вестом за участю різних інших продюсерів, включаючи DJ Toomp. В альбомі також є запрошені виконавці, такі як Dwele, T-Pain, Lil Wayne, Мос Деф, DJ Premier і Кріс Мартін. Обкладинку та внутрішнє оформлення розробив японський сучасний художник Такаші Муракамі.
Graduation дебютував під номером один у чарті Billboard 200 США, продавши понад 957 000 примірників за перший тиждень продажів. Станом на 2013 рік було продано 2,7 млн копій у Сполучених Штатах. Альбом було сертифіковано п'ятикратно платиновим Асоціацією звукозаписної індустрії Америки (RIAA). Було випущено п'ять супровідних синглів, у тому числі міжнародні хіти «Stronger», «Good Life» і «Homecoming», причому перший з трьох очолив американський Billboard Hot 100. Альбом отримав дуже позитивні відгуки музичних критиків, деякі з них високо оцінивши продукцію, і приніс Весту його третю премію «Греммі» за найкращий реп-альбом, а також третю номінацію на «Альбом року». Кілька видань, зокрема Rolling Stone і USA Today, назвали його одним із найкращих альбомів 2007 року, а також включили його до численних списків на кінець десятиліття, а пізніше увійшли до списків 500 найкращих альбомів усіх часів за версією Rolling Stone та 500 найкращих альбомів всіх часів за версією NME. 
Збіг дат випуску Graduation і альбому Curtis репера 50 Cent викликав великий розголос щодо ідеї конкуренції продажів, що призвело до рекордних продажів обох альбомів. Успіх першого та результат його конкуренції з другим ознаменували кінець панування гангста-репу в мейнстрімовому хіп-хопі. Це приписують тому, що він проклав шлях для інших хіп-хоп виконавців, які не відповідали гангстерським умовностям, щоб знайти комерційне визнання.
Альбом передчасно завершує освітню тему перших двох студійних альбомів Веста, The College Dropout (2004) і Late Registration (2005), оскільки його запланований альбом Good Ass Job завершував би теми концептуального альбому як тетралогію, а не як трилогію, від якої Каньє згодом відхилився через події, пов’язані з концепцією його четвертого студійного альбому, 808s & Heartbreak (2008). Альбом демонструє ще один характерний прогрес у музичному стилі та підході Веста до продакшну.

## Музичний стиль та лірика

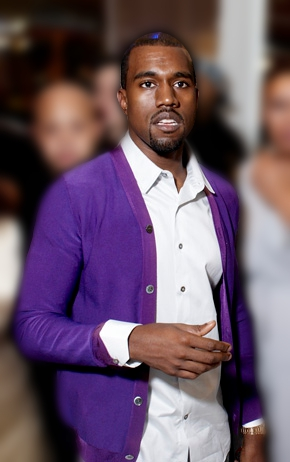
Каньє Вест у 2007 році.

Провівши попередній рік у світовому турі з ірландським рок-гуртом U2 під час їхнього туру Vertigo Tour, Вест надихнувся, спостерігаючи за тим, як Боно щовечора відкриває тури по стадіону під неймовірні овації, і намагався скласти реп-гімни, які могли б ефективніше виконуватися на великих стадіонах і арени. У спробі досягти цього «стадіонного статусу» Каньє включив багатошарові електронні синтезатори у свій продакшн, також використовує повільніші темпи, перебуваючи під впливом музики 1980-х років та експериментуючи з електронною музикою. На Каньє особливо вплинула хаус-музика, піджанр електронної танцювальної музики, який вперше виник у його рідному місті Чикаго, штат Іллінойс, на початку 1980-х років. Каньє заявив, що підростаючи, він слухав хіп-хоп музику вдома або в машині, але коли йому захотілося танцювати, він відвідував хаус-клуб. Хоча вдома він рідко слухав хаус, він все одно відчував, що це важлива частина його культури та походження.
Каньє Вест ще більше розширив свою музичну палітру на Graduation, не обмежуючись звичайним використанням семплів і інтерполяції з класичних соул-записів, а натомість залучив вплив набагато більш еклектичного діапазону музичних жанрів. Окрім хаус-музики, Graduation містить семпли та музичні елементи євродиско, хардроку, електроніки, лаунжу, прогресив-року, синті-попу, електро, краут-року, дабу, реггі та денсхолу.
Крім того, протягом більшої частини третього студійного альбому Каньє змінив свій стиль репу та прийняв затягуючий, буйний флоу, наслідуючи оперний спів Боно. Вест змінив свій словниковий запас, він використовував менше ударних приголосних для голосу на користь більш плавної гармонії голосних.
Порівняно з попередніми альбомами, які здебільшого ґрунтувалися на спостережливих коментарях щодо питань, що стосуються соціального забезпечення, Graduation має більш інтроспективний характер і стосується особистих тем. Вест заявив, що він хотів створювати надихаючу музику та приділяв більше уваги індивідуальній перспективі та досвіду, з яким слухачі могли б спілкуватися, намагаючись створити «народні пісні».

## Обкладинка
Вест співпрацював із японським художником Такасі Муракамі, щоб задати художній відтінок Graduation, а також розробити дизайн обкладинки для супровідних синглів альбому. Сюрреалістичне візуальне мистецтво Муракамі, яке часто називають «японським Ворхолом», характеризується мультяшними істотами, які на перший погляд виглядають доброзичливими та веселими, але мають темні, спотворені відтінки. Обкладинка альбому була визнана п’ятою найкращою обкладинкою альбому року журналом Rolling Stone.

## Комерційний успіх
Альбом дебютував під номером один у американському чарті Billboard 200, продавши понад 957 000 копій за перший тиждень у Сполучених Штатах. У перший день виходу випуску було продано понад 437 000 примірників. Graduation став другим поспіль студійним альбомом Каньє Веста, який очолив чарт Billboard 200, а також дебютував під номером один у чартах альбомів Великої Британії та Канади. Того ж тижня «Stronger» очолив Billboard Hot 100, продавши понад 205 000 цифрових копій і давши Весту третій сингл номер один. Альбом зафіксував найкращий загальний обсяг продажів за перший тиждень з усіх записів, випущених протягом останніх двох років, причому останнім був Late Registration Каньє Веста. Станом на 2013 рік було продано 2,7 млн копій у Сполучених Штатах. 
50 Cent визнав свою поразку. У заяві, оприлюдненій Associated Press, він сказав: «Я дуже радий взяти участь в одному з найбільших тижнів випуску альбому за останні два роки. Разом ми продали сотні тисяч одиниць за наш дебютний тиждень. знаменує собою великий момент для хіп-хоп музики, який увійде в історію». Після багатьох років падіння продажів, конкуренція альбомів між двома релізами та результуюча рекордна продуктивність обох альбомів вважалася «фантастичним днем для хіп-хопу».

## Прийом критиків
Graduation отримав переважно позитивні відгуки музичних критиків. Кілька видань включили Graduation до почесних списків за 2007 рік. USA Today назвала його найкращим альбомом року, оцінивши «музичне та тематичне розмаїття», а також «його чітке та дотепне римування». Альбом був обраний читачами Entertainment Weekly як найкращий у 2007 році, отримавши 41 відсоток голосів під час опитування журналу в кінці року. «Graduation» був визнаний Amazon, My List Pad і PopMatters третім найкращим альбомом року, а Blender, LAS Magazine, Rolling Stone і Spin також присудили йому місце в п'ятірці найкращих альбомів 2007 року.
Пізніше Graduation з’явився в багатьох інших списках найкращих альбомів. Pitchfork поставили альбом під номером 87 у своєму рейтингу найкращих альбомів 2000-х років, а Complex поставив його під номером 2 у своєму списку. Журнал Rolling Stone поставив його на 45-е місце. Complex поставив альбом на перше місце у своєму списку 100 найкращих альбомів десятиліття Complex (2002-2012). Пізніше «Graduation» було включено до списку «500 найкращих альбомів усіх часів» журналу Rolling Stone, посівши 204 місце в оновленому списку в 2020 році. Він також опинився на 470 місці в списку NME The 500 Greatest Albums of All Time 2013 року.

### Рейтинги
| Видання              | Нагорода                                              | Рейтинг | Примітки |
| -------------------- | ----------------------------------------------------- | ------- | -------- |
| Amazon               | Top 10 Albums of 2007                                 | 3       | [ 39 ]   |
| Billboard            | 2007 Billboard Critics' Choice poll                   | 8       | [ 48 ]   |
| Blender              | Top 10 Albums of 2007                                 | 4       | [ 39 ]   |
| Cleveland Magazine   | The Best Albums of 2007                               | 6       | [ 49 ]   |
| Complex              | The 100 Best Albums of the Complex Decade (2002–2012) | 1       | [ 50 ]   |
| Complex              | The 100 Best Albums of the 2000s                      | 2       | [ 51 ]   |
| Consequence of Sound | Top 50 Albums of 2007                                 | 8       | [ 52 ]   |
| Entertainment Weekly | 2007 Readers Picks                                    | 1       | [ 36 ]   |
| Idolator             | Idolator's 2007 Pop Critics Poll                      | 8       | [ 53 ]   |
| LAS Magazine         | Top 10 Albums of 2007                                 | 5       | [ 39 ]   |
| The Morning News     | The Top 10 Albums of 2007                             | 8       | [ 54 ]   |
| My List Pad          | Top Music Albums of 2007                              | 3       | [ 37 ]   |
| NME                  | 500 Greatest Albums of All Time                       | 470     | [ 55 ]   |
| NPR                  | Best Hip-Hop of 2007                                  | 3       | [ 56 ]   |
| Paste                | Top 100 Albums of 2007                                | 15      | [ 57 ]   |
| Pitchfork            | The 50 Best Albums of 2007                            | 18      | [ 58 ]   |
| Pitchfork            | The 200 Best Albums of the 2000s                      | 87      | [ 59 ]   |
| PopMatters           | The Albums of 2007                                    | 3       | [ 38 ]   |
| Prefix               | Top 10 Albums of 2007                                 | 6       | [ 39 ]   |
| Rolling Stone        | Top 50 Albums of 2007                                 | 5       | [ 40 ]   |
| Rolling Stone        | 100 Best Albums of the 2000s                          | 45      | [ 60 ]   |
| Rolling Stone        | 500 Greatest Albums of All Time                       | 204     | [ 46 ]   |
| Spin                 | The 40 Best Albums of 2007                            | 4       | [ 41 ]   |
| Stylus Magazine      | Top 10 Albums of 2007                                 | 6       | [ 61 ]   |
| Thought Catalog      | Top 27 Rap Albums of 2007                             | 2       | [ 62 ]   |
| Time                 | Top 10 Albums of 2007                                 | 10      | [ 63 ]   |
| Time Out             | The Best Albums of 2007 (Mike Wolf's List)            | 7       | [ 64 ]   |
| Treblezine           | Top 10 Hip-hop Albums of 2007                         | 2       | [ 65 ]   |
| USA Today            | USA TODAY's Music Staff Year Review                   | 1       | [ 35 ]   |
| The Village Voice    | The 2007 Pazz & Jop Critics Poll                      | 6       | [ 66 ]   |

## Нагороди
| Рік  | Організація                     | Нагорода                                      | Результат | Примітки |
| ---- | ------------------------------- | --------------------------------------------- | --------- | -------- |
| 2007 | HipHopDX Awards                 | Album of the Year                             | Перемога  | [ 67 ]   |
| 2008 | American Music Awards           | Favorite Rap/Hip-Hop Album                    | Перемога  | [ 68 ]   |
| 2008 | BET Hip Hop Awards              | CD of the Year                                | Номінація | [ 69 ]   |
| 2008 | ECHO Music Awards               | Album of the Year Hip-Hop / R&B               | Номінація | [ 70 ]   |
| 2008 | Grammy Awards                   | Album of the Year                             | Номінація | [ 71 ]   |
| 2008 | Grammy Awards                   | Best Rap Album                                | Перемога  | [ 71 ]   |
| 2008 | Fonogram Hungarian Music Awards | Best Foreign Rap or Hip-Hop Album of the Year | Перемога  | [ 72 ]   |
| 2008 | NAACP Image Awards              | Outstanding Album                             | Номінація | [ 73 ]   |
| 2008 | Swiss Music Awards              | Best Album Urban International                | Номінація | [ 74 ]   |

## Спадщина і вплив
Graduation залишив глибокий вплив як на хіп-хоп культуру, так і на популярну музику. Вест заслужив похвалу за свою здатність звертатися до різноманітної музичної аудиторії, як-от слухачів інді-року та ентузіастів рейву, не відчужуючи свою основну аудиторію хіп-хопу. Graduation ознаменував музичний прогрес до виробництва на основі синтезаторів у відношенні мистецтва створення хіп-хоп ритмів. Студійний альбом продемонстрував перехід Каньє Веста від продакшну, орієнтованого на семпли, до цифрових синтезаторів і драм-машин, створених цифровими аудіоробочими станціями (DAW). З моменту випуску Graduation незліченна кількість інших продюсерів звукозапису наслідували їхній приклад, розмиваючи межі традиційного хіп-хопу за допомогою електронного продакшну. Відтоді цей підхід до продакшну, заснований на синтезаторах, застосували такі виконавці, як Future, Young Chop і Metro Boomin.
Результат широко розрекламованої конкуренції з продажів між Curtis 50 Cent і Graduation був визнаний причиною комерційного занепаду гангста-репу, який колись домінував у мейнстрімі хіп-хопу. Каньє очолив хвилю нових виконавців — Kid Cudi, Wale, Lupe Fiasco, Drake — яким бракувало інтересу чи здатності створювати розповіді про будь-які минулі перестрілки чи торгівлю наркотиками. Колумніст Michigan Daily Адам Тейсен стверджує, що Перемога Веста раз і назавжди «довела, що реп-музика не повинна відповідати умовам гангста-репу, щоб бути комерційно успішною». Ідучи далі, Ной Каллахан-Бевер, директор із контенту та головний редактор Complex Media, відзначив 11 вересня 2007 року: «День, коли Каньє Вест убив гангста-реп». У ретроспективі Лоуренс Берні з Noisey розширює це поняття, стверджуючи, що ця подія спричинила еволюцію більш агресивних форм реп-музики.

## Список композицій
| #     | Назва                                      | Автор | Продюсер(и)                                                  | Тривалість |
| ----- | ------------------------------------------ | --- | ------------------------------------------------------------ | ---------- |
| 1.    | «Good Morning»                             | Kanye West Elton John Bernie Taupin                                                                                   | Kanye West                                                   | 3:15       |
| 2.    | «Champion»                                 | Kanye West Antony Williams Walter Becker Donald Fagen                                                                 | Brian "AllDay" Miller Kanye West [a]                         | 2:47       |
| 3.    | «Stronger»                                 | Kanye West Thomas Bangalter Guy-Manuel de Homem-Christo Edwin Birdsong                                                | Kanye West Mike Dean [c]                                     | 5:12       |
| 4.    | «I Wonder»                                 | Kanye West Labi Siffre                                                                                                | Kanye West                                                   | 4:03       |
| 5.    | «Good Life» (за участю T-Pain)             | Kanye West Faheem Najm Aldrin Davis Quincy Jones James Ingram John Stephens [ 82 ]                                    | Kanye West DJ Toomp Dean [b]                                 | 3:27       |
| 6.    | «Can't Tell Me Nothing»                    | Kanye West Connie Mitchell Davis                                                                                      | Kanye West DJ Toomp                                          | 4:31       |
| 7.    | «Barry Bonds» (за участю Lil Wayne)        | Kanye West Dominick Lamb Dwayne Carter, Jr. Norman Landsberg John Ventura Leslie Weinstein Felix Pappalardi           | Nottz Kanye West [a]                                         | 3:24       |
| 8.    | «Drunk and Hot Girls» (за участю Mos Def)  | Kanye West Irmin Schmidt Michael Karoli Jaki Liebezeit Kenji Suzuki Holger Czukay                                     | Kanye West Jon Brion [b] Dean [d]                            | 5:13       |
| 9.    | «Flashing Lights» (за участю Dwele)        | Kanye West Eric Hudson                                                                                                | Kanye West Eric Hudson                                       | 3:57       |
| 10.   | «Everything I Am» (скретчі від DJ Premier) | Kanye West Christopher Martin Prince Phillip Mitchell George Clinton, Jr. Carlton Ridenhour Eric Sadler Hank Shocklee | Kanye West                                                   | 3:47       |
| 11.   | «The Glory»                                | Kanye West Dante Smith Laura Nyro Landsberg Pappalardi Ventura Weinstein                                              | Kanye West Gee Roberson [a] Patrick "Plain Pat" Reynolds [a] | 3:32       |
| 12.   | «Homecoming» (за участю Кріса Мартіна)     | Kanye West Chris Martin Warryn Campbell                                                                               | Kanye West Warryn "Baby Dubb" Campbell                       | 3:23       |
| 13.   | «Big Brother»                              | Kanye West Davis | DJ Toomp                                                     | 4:47       |
| 51:23 |                                            | |                                                              |            |

| Бонус-треки в iTunes і Австралії | Бонус-треки в iTunes і Австралії              | Бонус-треки в iTunes і Австралії                                                    | Бонус-треки в iTunes і Австралії | Бонус-треки в iTunes і Австралії |
| #                                | Назва                                         | Автор                                                                               | Продюсер(и)                      | Тривалість                       |
| -------------------------------- | --------------------------------------------- | ----------------------------------------------------------------------------------- | -------------------------------- | -------------------------------- |
| 14.                              | «Good Night» (за участю Al Be Back і Mos Def) | Kanye West Albert Daniels Jason T. Miller Arthur Reid Ewart Beckford William Maragh | Kanye West J. Miller Al Be Back  | 3:07                             |

| Бонус-треки у Великій Британії | Бонус-треки у Великій Британії                | Бонус-треки у Великій Британії                    | Бонус-треки у Великій Британії  | Бонус-треки у Великій Британії |
| #                              | Назва                                         | Автор                                             | Продюсер(и)                     | Тривалість                     |
| ------------------------------ | --------------------------------------------- | ------------------------------------------------- | ------------------------------- | ------------------------------ |
| 14.                            | «Good Night» (за участю Al Be Back і Mos Def) | Kanye West Daniels J. Miller Reid Beckford Maragh | Kanye West J. Miller Al Be Back | 3:06                           |
| 15.                            | «Stronger» (A-Trak Remix)                     | Kanye West Bangalter de Homem-Christo Birdsong    | Kanye West                      | 4:34                           |

| Бонус-треки в Японії | Бонус-треки в Японії                          | Бонус-треки в Японії                              | Бонус-треки в Японії            | Бонус-треки в Японії |
| #                    | Назва                                         | Автор                                             | Продюсер(и)                     | Тривалість           |
| -------------------- | --------------------------------------------- | ------------------------------------------------- | ------------------------------- | -------------------- |
| 14.                  | «Good Night» (за участю Al Be Back і Mos Def) | Kanye West Daniels J. Miller Reid Beckford Maragh | Kanye West J. Miller Al Be Back | 3:06                 |
| 15.                  | «Bittersweet Poetry» (за участю Джона Меєра)  | Kanye West John Mayer                             | Kanye West                      | 4:01                 |

Примітки:
- ↑  – співпродюсер
- ↑  – додатковий продакшн
- ↑  – розширене спільний продакшн
- ↑  – бридж

Семпли:
- «Good Morning» містить семпл із «Someone Saved My Life Tonight» у виконанні Елтона Джона.
- «Champion» містить семпл із «Kid Charlemagne» у виконанні Steely Dan.
- «Stronger» містить семпл із «Harder, Better, Faster, Stronger» у виконанні Daft Punk і «Cola Bottle Baby» у виконанні Edwin Birdsong.
- «I Wonder» містить семпл із «My Song» у виконанні Лебі Сіффре.
- «Good Life» містить семпл із «P.Y.T. (Pretty Young Thing)» у виконанні Майкла Джексона.
- «Barry Bonds» містить семпл із «Long Red» у виконанні Mountain.
- «Drunk and Hot Girls» містить семпл із «Sing Swan Song» у виконанні Can.
- «Everything I Am» містить семпл із «If We Can't Be Lovers» у виконанні Prince Phillip Mitchell і «Bring the Noise» у виконанні Public Enemy.
- «The Glory» містить семпл із «Save the Country» у виконанні Лори Ніро і «Long Red» у виконанні Mountain.
- «Good Night» містить семпл із «Nuff Man a Dead» у виконанні Super Cat і «Wake the Town» у виконанні U-Roy.
- «Bittersweet Poetry» інтерполює «Bittersweet» у виконанні Chairmen of the Board.

## Чарти
| Чарт (2007)                                          | Найвища позиція |
| ---------------------------------------------------- | --------------- |
| Австралія Australian Albums (ARIA)                   | 2               |
| Австралія Australian Urban Albums (ARIA)             | 1               |
| Австрія Austrian Albums (Ö3 Austria)                 | 26              |
| Бельгія Belgian Albums (Ultratop Flanders)           | 11              |
| Бельгія Belgian Albums (Ultratop Wallonia)           | 49              |
| Канада Canadian Albums (Billboard)                   | 1               |
| Данія Danish Albums (Hitlisten)                      | 10              |
| Нідерланди Dutch Albums (MegaCharts)                 | 11              |
| European Albums (Billboard)                          | 3               |
| Фінляндія Finnish Albums (Suomen virallinen lista)   | 16              |
| Франція French Albums (SNEP)                         | 9               |
| Німеччина German Albums (Offizielle Top 100)         | 10              |
| Греція Greek Albums (IFPI)                           | 6               |
| Ірландія Irish Albums (IRMA)                         | 2               |
| Італія Italian Albums (FIMI)                         | 33              |
| Японія Japanese Albums (Oricon)                      | 12              |
| Нова Зеландія New Zealand Albums (Recorded Music NZ) | 2               |
| Норвегія Norwegian Albums (VG-lista)                 | 2               |
| Португалія Portuguese Albums (AFP)                   | 30              |
| Шотландія Scottish Albums (OCC)                      | 2               |
| Швеція Swedish Albums (Sverigetopplistan)            | 6               |
| Швейцарія Swiss Albums (Schweizer Hitparade)         | 3               |
| Велика Британія UK Albums (OCC)                      | 1               |
| Велика Британія UK R&B Albums (OCC)                  | 1               |
| США Billboard 200                                    | 1               |
| США Top R&B/Hip-Hop Albums (Billboard)               | 1               |

| Чарт (2012)                        | Найвища позиція |
| ---------------------------------- | --------------- |
| Угорщина Hungarian Albums (MAHASZ) | 37              |

| Чарт (2017–2023)                   | Найвища позиція |
| ---------------------------------- | --------------- |
| Канада Canadian Albums (Billboard) | 144             |
| Литва Lithuanian Albums (AGATA)    | 37              |
| Польща Polish Albums (ZPAV)        | 87              |
| США Billboard 200                  | 115             |
| США Top Catalog Albums (Billboard) | 15              |

| Чарт (2007)                                  | Позиція |
| -------------------------------------------- | ------- |
| Австралія Australian Albums (ARIA)           | 88      |
| European Albums (Billboard)                  | 75      |
| Швейцарія Swiss Albums (Schweizer Hitparade) | 93      |
| Велика Британія UK Albums (OCC)              | 59      |
| США US Billboard 200                         | 12      |
| США US Top R&B/Hip-Hop Albums (Billboard)    | 4       |
| Worldwide Charts (IFPI)                      | 17      |

| Чарт (2008)                               | Позиція |
| ----------------------------------------- | ------- |
| Австралія Australian Urban Albums (ARIA)  | 19      |
| Велика Британія UK Albums (OCC)           | 121     |
| США US Billboard 200                      | 79      |
| США US Top R&B/Hip-Hop Albums (Billboard) | 29      |

| Чарт (2016)          | Позиція |
| -------------------- | ------- |
| США US Billboard 200 | 157     |

| Чарт (2017)                              | Позиція |
| ---------------------------------------- | ------- |
| Австралія Australian Urban Albums (ARIA) | 82      |

| Чарт (2018)                              | Позиція |
| ---------------------------------------- | ------- |
| Австралія Australian Urban Albums (ARIA) | 78      |

| Чарт (2019)                              | Позиція |
| ---------------------------------------- | ------- |
| Австралія Australian Urban Albums (ARIA) | 70      |

| Чарт (2021)                                | Позиція |
| ------------------------------------------ | ------- |
| Бельгія Belgian Albums (Ultratop Flanders) | 140     |
| Данія Danish Albums (Hitlisten)            | 87      |
| США US Billboard 200                       | 130     |

| Чарт (2022)                                | Позиція |
| ------------------------------------------ | ------- |
| Бельгія Belgian Albums (Ultratop Flanders) | 91      |
| Данія Danish Albums (Hitlisten)            | 67      |
| Литва Lithuanian Albums (AGATA)            | 36      |
| Швеція Swedish Albums (Sverigetopplistan)  | 90      |
| США US Billboard 200                       | 67      |
| США US Top R&B/Hip-Hop Albums (Billboard)  | 39      |

## Сертифікації
| Регіон | Сертифікація  | Продажі   |
| --- | ------------- | --------- |
| Австралія (ARIA) | Платиновий    | 70 000^   |
| Канада (Music Canada) | 2× Платиновий | 200 000^  |
| Данія (IFPI Denmark) | 2× Платиновий | 40 000    |
| Німеччина (BVMI) | Золотий       | 100 000   |
| Ірландія (IRMA) | Платиновий    | 15 000^   |
| Нова Зеландія (RIANZ) | 3× Платиновий | 45 000    |
| Швейцарія (IFPI Switzerland) | Золотий       | 15 000^   |
| Велика Британія (BPI) | 2× Платиновий | 600 000   |
| США (RIAA) | 5× Платиновий | 5 000 000 |
| *продажі, що базуються лише на сертифікаціях · ^відвантаження, що базуються лише на сертифікаціях · продажі+прослуховування, що базуються лише на сертифікаціях |               |           |